# Челару
Челару (рум. Celaru) — село у повіті Долж в Румунії. Входить до складу комуни Челару.
Село розташоване на відстані 162 км на захід від Бухареста, 40 км на південний схід від Крайови.

## Населення
За даними перепису населення 2002 року у селі проживали 2119 осіб.
Національний склад населення села:
| Національність | Кількість осіб | Відсоток |
| -------------- | -------------- | -------- |
| румуни         | 2105           | 99,3%    |
| цигани         | 13             | 0,6%     |

Рідною мовою назвали:
| Мова      | Кількість осіб | Відсоток |
| --------- | -------------- | -------- |
| румунська | 2105           | 99,3%    |
| циганська | 13             | 0,6%     |